# Xã Western, Quận Otter Tail, Minnesota
Xã Western (tiếng Anh: Western Township) là một xã thuộc quận Otter Tail, tiểu bang Minnesota, Hoa Kỳ. Năm 2010, dân số của xã này là 129 người.